# Puccinellia humilis
Puccinellia humilis là một loài thực vật có hoa trong họ Hòa thảo. Loài này được Litv. ex V.I. Krecz. miêu tả khoa học đầu tiên năm 1934.